# Addison Bowman
Addison Bowman ist eine US-amerikanische Theater-, Musical- und Filmschauspielerin sowie ein Model.

## Leben
Bowman feierte ihr Film- und Fernsehschauspieldebüt 2021 im Kurzfilm Shadow Valley, im Tierhorrorfilm Swim – Schwimm um dein Leben! in der Rolle der Becky Randolph und in einer Episode der Fernsehserie Totally Studios. 2022 spielte sie die weibliche Hauptrolle der Amy Shore im Musicalfilm Never Alone. Im selben Jahr war sie in einer Episode der Fernsehserie Outer Range und als Nebendarstellerin im Film Mother's Deadly Son zu sehen. 2023 spielte sie im Kurzfilm The Red Dahlia eine der Hauptrollen.
Als Bühnendarstellerin trat sie unter anderen in Peter Pan in der titelgebenden Hauptrolle auf und war in Shrek als weiblicher Hauptcharakter Fiona zu sehen. Am Spotlight Youth Theatre wirkte sie unter anderen an den Stücken Romeo and Juliet, Legally Blonde und School of Rock mit. Als Model war sie unter anderen für den Unterwäschehersteller Culprit Underwear und für die Reisekostenabrechnungs-App Hakuna tätig.

## Filmografie (Auswahl)
- 2021: Shadow Valley (Kurzfilm)
- 2021: Swim – Schwimm um dein Leben! (Swim)
- 2021: Totally Studios (Fernsehserie, Episode 1x48)
- 2022: Never Alone
- 2022: Outer Range (Fernsehserie, Episode 1x01)
- 2022: Mother's Deadly Son
- 2023: The Red Dahlia (Kurzfilm)
- 2023: The Last Deal
- 2023: The Post
- 2023: Völlig zerstört (Obliterated, Fernsehserie, Episode 1x06)

## Theater (Auswahl)
- Big Fish the Musical, Brelby Theatre Company
- Beauty and the Beast, Theater Works
- Peter Pan, Sandra Day Oconnor High School
- Sweeny Todd, Arizona Broadway Theatre
- Romeo and Juliet, Spotlight Youth Theatre
- Shrek the Musical, Valley Youth Theatre
- Legally Blonde, Spotlight Youth Theatre
- School of Rock, Spotlight Youth Theatre
- Les Miserables, Theater Works
- Disney's Little Mermaid Jr., Scottsdale Desert Stages Theater
- Annie Jr., Spotlight Youth Theatre
- Disney's Little Mermaid Jr., Spotlight Youth Theatre
- Annie, Arizona Broadway Theater
- Dear Edwina, Greasepaint Youth Theater
- Narnia, the Lion, the Witch and the Wardrobe, Spotlight Youth Theatre
- 13 – The Musical, Theater Works
- Wedding Singer, Spotlight Youth Theatre
- James and the Giant Peach Musical, Valley Youth Theatre